# Wintzenheim (Wintzenheim-Kochersberg)
Wintzenheim ist ein Ortsteil der französischen Gemeinde Wintzenheim-Kochersberg im Département Bas-Rhin in der Region Grand Est (bis 2015 Elsass).

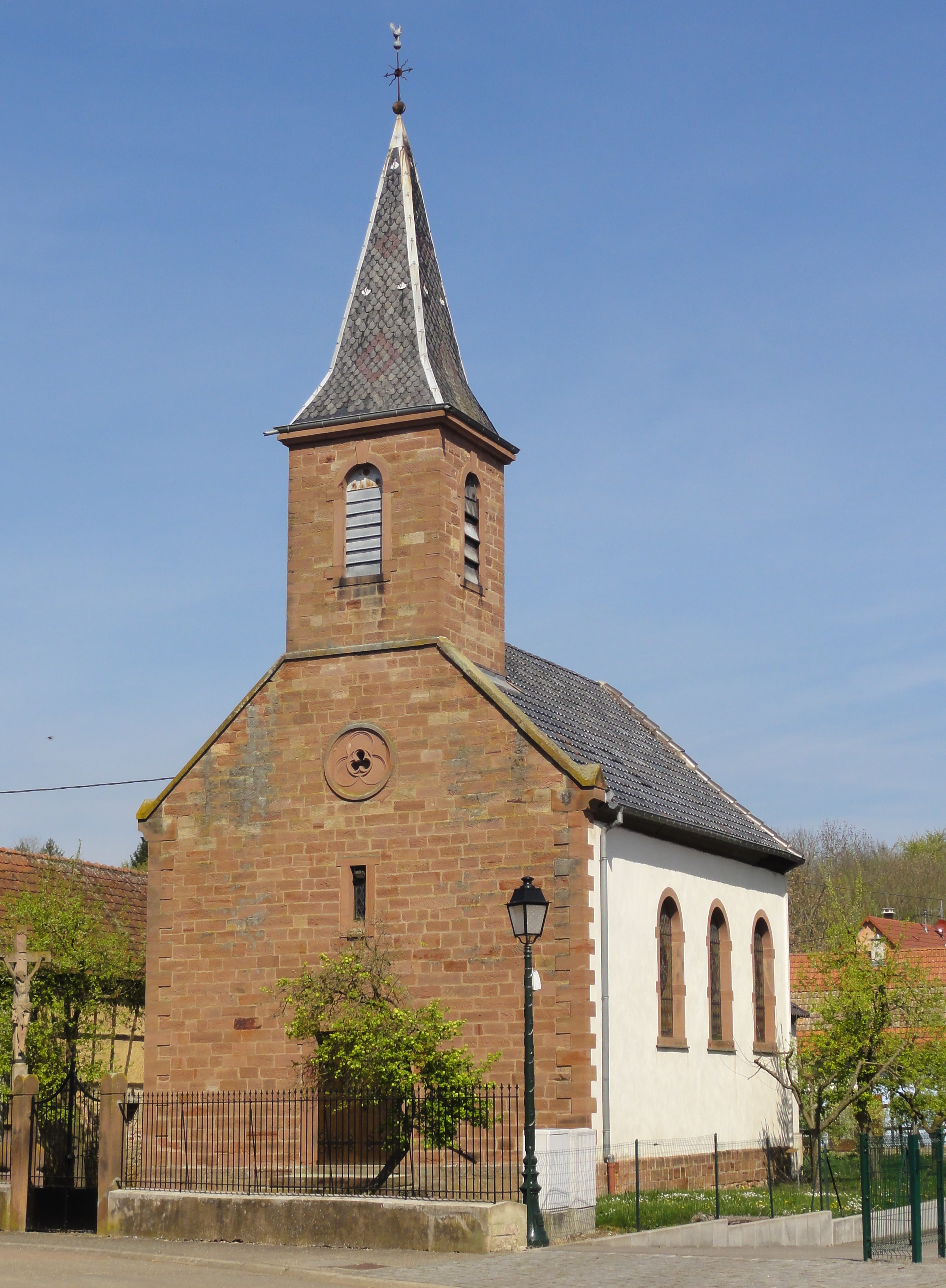
St. Urban

## Geschichte
Wintzenheim gehörte zum Amt Westhofen der Grafschaft Hanau-Lichtenberg. Mit der Reunionspolitik Frankreichs unter König Ludwig XIV. kamen das Amt Westhofen und Wintzenheim unter französische Oberhoheit. Nach dem Tod des letzten Hanauer Grafen, Johann Reinhard III., fiel das Erbe – und damit auch Wintzenheim – 1736 an den Sohn seiner einzigen Tochter, Charlotte, den Erbprinzen und späteren Landgrafen Ludwig (IX.) von Hessen-Darmstadt.
Mit dem durch die Französische Revolution begonnenen Umbruch wurde das Amt Wörth Bestandteil Frankreichs und in den folgenden Verwaltungsreformen aufgelöst. 1798 hatte Wintzenheim 250 Einwohner.